# Edineț
Edineț (in russo Е́динец) è una città della Moldavia capoluogo del distretto omonimo di 15 520 abitanti al censimento del 2014.

## Geografia fisica
La città di Edineț è situata nel nord della Moldavia, più precisamente lungo la strada fra Chișinău e Černivci. Edineț confina a nord con Hlinaia, a sud con Cupcini, a est con Ruseni e a ovest con il villaggio di Alexăndreni. La città dista 200 km da Chișinău, 138 km da Černivci e circa 9 km da Cupcini. Il comune si estende su una superficie di 79,37 km², mentre la città per una superficie di circa 63,66 km². Quindi la superficie totale è di circa 6366 ha, dei quali 3604,3 ha sono destinati all'agricoltura, 181,6 ha ai vigneti e frutteti, 597,3 ha dedicati all'immobiliare, 922,5 ha dedicato alle foreste, 527 ha dedicati ai pascoli e 306,3 ha per i bacini idrici.

## Storia
Edineț viene menzionata per la prima volta il 15 giugno del 1431, con il nome di Viadinți, dal principe Alexandru cel Bun. Nel documento il principe offrì a Ivan Cupcici quattordici villaggi e il loro territorio perché lui ne creasse degli altri e un apiario. Nel 1636 Vasile Lupu rende solidale il dominio sul territorio della famiglia Ciogolea. Agli inizi del XVII secolo, l'allora villaggio di Edineț, contava una popolazione di 3 450 abitanti e 67 ricchi proprietari terrieri. Nel 1812 la parte orientale della Moldavia fu annessa all'Impero russo, e divenne nota come Governatorato della Bessarabia. Nel 1851 Edineț viene menzionata come un importante punto per lo scambio commerciale, ma divenne ancor più importante e conosciuta nel 1885. Infatti vi sono testimonianze e documenti di quell'anno, nei quali si parla di enormi scambi e vendite, soprattutto di bestiame. Si vendevano addirittura cavalli di razza araba, importati dal duca Vasile Stroescu. Ciò che rese Edineț così importante è la sua posizione geografica, lungo le due strade più percorse a quei tempi, e cioè quella che porta a Bălți e quella che porta a Lipcani. Così agli inizi del XX secolo Edineț divenne una delle più importanti città commerciali del nord della Moldavia. La prima scuola parrocchiale venne costruita nel 1861, mentre nel 1870 venne costruita la chiesa di San Basilio. Nel 1876 vennero costruite altre due scuole: una per i ragazzi e una per le ragazze. Nel gennaio del 1918 la Bessarabia proclama l'indipendenza e diviene Repubblica Democratica Moldava e poi quattro mesi dopo proclama l'unione con la Romania. Nel 1922 Loibman Smil costruì l'edificio dedicato al museo delle arti popolari dal nome Muzeul de Artă Populară, successivamente donato alla comunità ebraica nel 1924, la quale lo trasformò in un ospedale, all'interno del quale fu costruita anche una sinagoga. Nel 1940, l'Unione Sovietica con il consenso della Germania di Hitler occupò la Bessarabia e creò la Repubblica Socialista Sovietica Moldava, e  l'11 novembre 1940 Edineț divenne il capoluogo regionale. Un anno dopo l'esercito rumeno alleato tedesco riconquista la Bessarabia, e le truppe rumene e tedesche entrano in Edineț il 5 luglio del 1941. Solo una parte degli ebrei residenti in Edineț riuscì a fuggire prima che le truppe tedesche arrivassero. Tempo due giorni e centinaia di ebrei furono catturati e assassinati dall'unità dell'EKD e dal esercito rumeno, e da civili che traevano profitto dalla morte degli ebrei. Molte donne e ragazze furono violentate, alcune si suicidarono, e le vittime furono sepolte in tre grandi fosse. Coloro che scavavano e seppellivano le vittime erano sempre ebrei che a fine del lavoro venivano a loro volta uccisi e sepolti nello stesso punto. A metà del mese di agosto fu creato un ghetto dove vennero internati gli ebrei sopravvissuti di Edineț e altri provenienti da Bucovina e dal nord della Bessarabia. A settembre gli ebrei presenti nel ghetto raggiunsero un numero non indifferente, 12 000 persone, le quali soffrivano di malnutrizione e diversi tipi di malattie. Il 16 settembre 1941 tutti gli ebrei del ghetto vengono deportati in Transnistria. Nel 1944 l'esercito russo riconquistò la Moldavia e ristabilì la Repubblica Socialista Sovietica Moldava. Durante il periodo di dominio sovietico, la città ricevette la versione russificata del suo nome originale Edinec. Alla fine della guerra pochi ebrei fecero ritorno dalla Transnistria, infatti il numero di ebrei tornati a Edineț era di circa 200 persone nel 1960.

## Società

### Evoluzione demografica
In base al censimento del 2004 la popolazione è così suddivisa dal punto di vista etnico:

## Località
Il comune è formato dalla città di Edineț e da due villaggi, Alexăndreni e Gordineștii Noi. La città ha una popolazione di 15 624 abitanti dei quali il 46,62% e di sesso maschile e il 53,38% di sesso femminile. Sul territorio vi sono: il Liceo "Mihai Eminescu", il Liceo "Panteliman Halippa", il Liceo "Dimitrie Cantemir", il Ginnasio "V. Suhomlinski", la scuola di musica ed arti plastiche, l'ospedale, il centro dei medici di famiglia, il comune, l'ufficio postale.

## Economia
Edineț è un centro industriale molto importante del nord della Moldavia. Sul territorio della città ci sono diverse attività industriali, per l'esattezza 12, e sono: quattro mulini, quattro oleifici, un'industria per l'elaborazione della produzione agricola, tre panifici e un'impresa di industria leggera. Le attività commerciali sono all'incirca 447 delle quali 406 negozi, 25 bar, 10 pompe di carburante, 4 ristoranti e 2 cantine. Poi ci sono tre imprese edili e altrettante per quanto riguarda i servizi di trasporto. Le imprese di servizi sono 16, cinque officine auto, tre imprese per la riparazione degli elettrodomestici ed altre otto di vario tipo. E infine ci sono ventidue imprese economiche delle quali undici banche, quattro alberghi, una camera di commercio e industria, tre centri di consulenza e formazione, due associazioni di prestito e risparmio e due organizzazioni di microfinanza.

## Risorse naturali
Nella città di Edineț ci sono diversi ettari di terreno dedicati al verde, e uno di questi il parco di "Vasile Alecsandri" che nasce nel 1963. Il parco occupa una superficie di 44,5 ettari lungo la quale vi è un intero complesso di fiori, attrazioni e diversi laghetti. Dal 1963 ad oggi nel parco hanno vissuto e vivono circa 40 specie di animali e uccelli diversi.

## Cultura
Sul territorio della città vi è un museo storico e una galleria d'arte, diversi monumenti, uno di recente costruzione dedicato al più grande sovrano della Repubblica Moldova, Stefan Cel Mare.